# Gustave Pecsteen
Le baron Gustave Pecsteen, né le 16 novembre 1804 à Bruges et mort le 3 mars 1894 à Ruddervoorde, est un homme politique belge.

## Biographie
Gustave Pecsteen est le fils de Jacques Philippe Pecsteen, seigneur de Buytswerve (seigneurie constituée d'une ferme à moutons et des terres qui se rapportaient à ce hameau de Maldegem), écuyer, avocat au Conseil de Flandre, greffier et receveur de la baronnie de Maldegem, bourgmestre de Ruddervoorde et conseiller provincial de Flandre-Occidentale, et d'Anne Dhont. Beau-frère d'Adolphe de Vrière, il est le père d'Arthur Pecsteen et le beau-père de Jules de Bie de Westvoorde (nl).
Docteur en droit de l'Université de Gand, il s'occupe principalement de la gestion de ses considérables domaines qui s'étendent sur les communes de Ruddervoorde, Waardamme, Poperinge, Oudenburg, Ettelgem, Maldegem, Elverdinge, Heule et Hoogstade. Il possède également des maisons à Bruges et à Bruxelles.
Il est créé baron par arrêté royal du 12 février 1851.

## Fonctions et mandats
- Bourgmestre de Ruddervoorde : 1848-1866
- Conseiller provincial de Flandre-Occidentale : 1851-1851
- Membre du Sénat belge : 1851-1859
- Président de la Société royale des Chœurs de Bruges

## Sources
- Jean-Luc DE PAEPE & Christiane RAINDORF-GERARD, Le Parlement belge, 1831-1894, Brussel, 1996.
- Simone de Geradon, Généalogie de la famille Pecsteen, 1972